# Metgal, Koppal
Metgal là một làng thuộc tehsil Koppal, huyện Koppal, bang Karnataka, Ấn Độ.